# Begonia austrotaiwanensis
Begonia austrotaiwanensis là một loài thực vật có hoa trong họ Thu hải đường. Loài này được Y.K.Chen & C.I.Peng mô tả khoa học đầu tiên năm 1990.